# Kisa
Kisa er en by i Östergötland som er administrationsby i Kinda kommune i Östergötlands län, Sverige.
Byen ligger, hvor Kisaån løber sammen med Lillån og løber ud i Kisasjön.
I Kisa ligger industrier som: Kinda Sågen, papirfabrikken Swedish Tissue (tidligare Forså pappersbruk), BTT plåt og Finess AB.

## Kendte bysbørn
Skuespilleren Inger Nilsson, kendt for sin rolle som Pippi Langstrømpe, er født i Kisa.

## Eksterne kilder og henvisninger
1. ↑  Tätorter, arealer, befolkning Statistiska centralbyrån.